# Phoenix Rising (альбом)
Phoenix Rising — второй студийный альбом австралийской блэк/трэш-метал-группы Deströyer 666, выпущенный в 2000 году на лейбле Season of Mist. В 2012 году альбом был переиздан на том же лейбле с новой обложкой.

## Отзывы критиков
| Оценки критиков | Оценки критиков |
| Источник        | Оценка          |
| --------------- | --------------- |
| Metal.de        | [ 1 ]           |
| Rock Hard       | [ 2 ]           |

Патрик Ольбрих из Metal.de оценил альбом в 8 баллов из 10 и написал, что коллективу удалось «чрезвычайно удачно» совместить атмосферу блэк-метала с трэшевыми партиями.

## Список композиций
| №                   | Название                              | Длительность |
| ------------------- | ------------------------------------- | ------------ |
| 1.                  | «Rise of the Predator»                | 4:05         |
| 2.                  | «The Last Revelation»                 | 2:25         |
| 3.                  | «Phoenix Rising»                      | 3:57         |
| 4.                  | «I Am the Wargod»                     | 7:33         |
| 5.                  | «The Eternal Glory of War»            | 5:20         |
| 6.                  | «Lone Wolf Winter»                    | 6:37         |
| 7.                  | «Ride the Solar Winds» (инструментал) | 4:52         |
| 8.                  | «The Birth of Tragedy»                | 5:19         |
| Общая длительность: | Общая длительность:                   | 40:08        |

## Участники записи
- Warslut — вокал, гитара
- Ян «Shrapnel» Грей — соло-гитара
- Фил «Bullet Eater» Гресик — бас-гитара, бэк-вокал
- Рафаэль «Deceiver» Ярро — ударные